# مرجع شبکه پاسخ‌دهنده نخست
مرجع شبکه پاسخ‌دهنده نخست (انگلیسی: First Responder Network Authority)نهاد مستقلی در اداره ملی اطلاعات و مخابرات ایلات متحده آمریکا است که پیرو قانون اشتغال‌زایی و تخفیف مالیاتی طبقه متوسط سال ۲۰۱۲ تشکیل شده‌است. هدف شبکه پاسخ دهنده نخست تأسیس، اداره و نگهداری یک شبکه پهن‌باند امنیت عمومی تعامل‌پذیر است. برای تحقق این اهداف کنگره هفت میلیارد دلار و ۲۰ مگاهرتز از طیف بسامدی پر ارزش باند هفتصد را برای ساختن شبکه تخصیص داد. تا با مشارکت بخش خصوصی زیرساخت‌ارتباطات نیروهای متولی فوریت‌های امدادی و انتظامی تقویت شود و از جان این نیروها و افراد نیازمند کمک در مواقع بحران محافظت شود. 